# Fuerzas Armadas polacas en Occidente

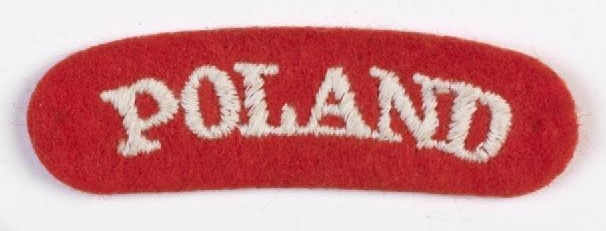
Insignia de hombro de las Fuerzas Armadas polacas en Occidente

Las Fuerzas Armadas polacas en Occidente (en polaco: Polskie Siły Zbrojne na Zachodzie) fueron las formaciones militares polacas formadas para luchar junto con los Aliados occidentales contra la Alemania nazi y sus aliados durante la Segunda Guerra Mundial. También se crearon fuerzas polacas en los territorios soviéticos; fueron las Fuerzas Armadas polacas en Oriente.
Las primeras formaciones, leales al Gobierno polaco en el exilio, nacieron en Francia y sus territorios en Oriente Medio tras la derrota y ocupación de Polonia por Alemania y la Unión Soviética en septiembre de 1939. Tras la caída de Francia en junio de 1940, las formaciones se recrearon en el Reino Unido. Las Fuerzas Armadas polacas en Occidente, que contribuyeron en gran medida al esfuerzo bélico, estaban compuestas por fuerzas militares, aéreas y navales. Los polacos no tardaron en convertirse en tropas de choque para los Aliados, sobre todo en la batalla de Montecassino, durante la campaña de Italia, donde se izó la bandera polaca en la abadía en ruinas el 18 de mayo de 1944, así como en las batallas de Bolonia y Ancona (también en Italia) y en la Colina 262 en Francia en 1944. Las Fuerzas Armadas polacas en Occidente fueron disueltas después de la guerra, en 1947, y muchos veteranos se vieron obligados a permanecer en el exilio.

## Historia general
Tras la derrota de Polonia en septiembre-octubre de 1939, el Gobierno polaco en el exilio organizó rápidamente en Francia una nueva fuerza beligerante compuesta originalmente por unos 80 000 hombres. Sus unidades estaban supeditadas al Ejército francés. A principios de 1940, la Brigada Independiente de Tiradores de Podhale participó en las batallas de Narvik en Noruega. Se formó la Brigada Independiente de Fusileros de los Cárpatos en el mandato francés de Siria, al que muchas tropas polacas habían huido desde Polonia. La Fuerza Aérea polaca en Francia contaba con 86 aviones repartidos en cuatro escuadrillas; una escuadrilla y media estaban plenamente operativas, mientras que las demás se encontraban en diversas fases de entrenamiento. Dos divisiones polacas (Primera División de Granaderos y Segunda División de Fusileros de Infantería) participaron en la defensa de Francia, mientras que se estaban formando una brigada motorizada polaca y dos divisiones de infantería.
| Desertores del reclutamiento forzoso en la Wehrmacht alemana | 89 300  | (35,8 %) |
| Evacuados de la URSS en 1942 | 83 000  | (33,7 %) |
| Evacuados de Francia en 1940 | 35 000  | (14,0 %) |
| Prisioneros de guerra liberados | 21 750  | (8,7 %)  |
| Fugitivos de la Europa ocupada | 14 210  | (5,7 %)  |
| Reclutas en la Francia liberada | 7000    | (2,8 %)  |
| Diáspora polaca de Argentina, Brasil y Canadá | 2290    | (0,9 %)  |
| Diáspora polaca del Reino Unido | 1780    | (0,7 %)  |
| Total | 249 000 |          |
| Nota: hasta julio de 1945, cuando se detuvo el reclutamiento, unos 26 830 soldados polacos fueron declarados muertos en combate o desaparecidos en combate o habían sucumbido a sus heridas. Después de esa fecha, se reclutaron otros 21 000 ex prisioneros de guerra polacos. |         |          |

Con la capitulación de Francia, el general Władysław Sikorski (comandante en jefe y primer ministro polaco) pudo evacuar a muchas tropas polacas —probablemente más de 20 000— al Reino Unido.
La Armada polaca fue la primera en reagruparse en las costas del Reino Unido. El general Sikorski había enviado buques y marineros polacos al Reino Unido a mediados de 1939, y se firmó un acuerdo naval polaco-británico en noviembre de ese mismo año. En virtud de este acuerdo, se permitía a los marineros británicos llevar uniforme polaco y sus oficiales al mando eran polacos; sin embargo, los buques que utilizaban eran de fabricación británica. Para 1940, los marineros ya habían impresionado a Winston Churchill, quien señaló que rara vez había visto «un cuerpo de hombres tan bueno».
Después de ser evacuados tras la derrota de Francia, los aviadores polacos desempeñaron un importante papel en la batalla de Inglaterra. Al principio, se pasó por alto a los pilotos polacos, a pesar de ser numerosos (cerca de 8500 a mediados de 1940). A pesar de haber volado durante años, la mayoría de ellos fueron destinados a escuadrones de bombarderos de la RAF o a la Reserva de Voluntarios de la RAF. Esto se debió a la falta de entendimiento ante la derrota polaca frente a los alemanes, así como a las barreras lingüísticas y a la opinión de los mandos británicos sobre las actitudes polacas. El 11 de junio de 1940, el Gobierno polaco en el exilio firmó un acuerdo con el Gobierno británico para formar una Fuerza Aérea polaca en el Reino Unido, y en julio de 1940 la RAF anunció que formaría dos escuadrones de caza polacos dotados de aviones británicos: el 302.º Escuadrón «Poznański» y el 303.er Escuadrón «Kościuszko». Los escuadrones estaban formados por pilotos y tripulaciones de tierra polacos, aunque sus comandantes de vuelo y sus oficiales al mando eran británicos. Cuando se les dio la oportunidad de volar, sus homólogos británicos no tardaron en apreciar la tenacidad de los polacos. Incluso el oficial aéreo Hugh Dowding, que había sido uno de los primeros en expresar sus dudas sobre los polacos, dijo: «He de confesar que dudaba un poco del efecto que la experiencia en sus propios países y en Francia pudiera haber tenido sobre los pilotos polacos y checos, pero mis dudas se disiparon, porque las tres escuadrillas entraron en combate con un ímpetu y entusiasmo dignos de elogio. Estaban inspirados por un odio implacable hacia los alemanes que los convertía en adversarios mortales». Dowding afirmó más tarde que «de no haber sido por la magnífica labor de las escuadrillas polacas y su gallardía sin igual, dudo en afirmar que el resultado de la batalla hubiera sido el mismo».
En cuanto a las tropas terrestres, algunas unidades terrestres polacas se reagruparon en el sur de Escocia. Estas unidades, como el Primer Cuerpo polaco, formaron la 1.ª Brigada Independiente de Fusileros, la 10.ª Brigada de Caballería Motorizada (como infantería) y brigadas de cuadros (en gran parte integradas por oficiales sobrantes con dotación de batallón) y asumieron la responsabilidad en octubre de 1940 de la defensa de los concejos de Fife y Angus; esto incluía reforzar las defensas costeras que ya se habían iniciado. El Primer Cuerpo respondía directamente al Mando Escocés del Ejército británico. Mientras estaba en esta zona, el cuerpo se reorganizó y expandió. La oportunidad de formar otro Ejército polaco llegó en 1941, tras un acuerdo entre el Gobierno polaco en el exilio y Iósif Stalin mediante el cual los soviéticos liberaron a soldados, civiles y ciudadanos polacos de prisión. A partir de estos se formó un ejército de 75 000 hombres en la Unión Soviética bajo el general Władysław Anders y conocido informalmente como el «Ejército de Anders». Este ejército, reunido sucesivamente en Bouzoulouk, Samarcanda, fue transportado posteriormente desde Krasnovodsk a través del mar Caspio hasta Oriente Medio (Irán), donde se formó con él y otras unidades el Segundo Cuerpo polaco en 1943.
En marzo de 1944, las Fuerzas Armadas polacas en Occidente, que luchaban bajo mando británico, contaban a finales de ese año con 165 000 efectivos, incluidos unos 20 000 de la Fuerza Aérea polaca y 3000 de la Armada polaca. Al final de la Segunda Guerra Mundial, contaban con 195 000 efectivos, y en julio de 1945 habían aumentado a 228 000, siendo la mayoría de los recién llegados prisioneros de guerra liberados y exprisioneros de campos de trabajo.
Las Fuerzas Armadas polacas en Occidente lucharon la mayoría de las operaciones aliadas contra la Alemania nazi en los teatros europeo y del Mediterráneo y Oriente Medio: en la campaña de África del Norte, la campaña de Italia (siendo la batalla de Montecassino una de sus actuaciones más importantes) y la campaña de Europa Occidental (desde la batalla de Dieppe y el día D hasta la batalla de Normandía y operaciones posteriores, especialmente la Operación Market Garden).
Tras las actas de capitulación alemanas, las tropas polacas participaron en tareas de ocupación en las zonas de ocupación de los Aliados occidentales en Alemania. Se creó una ciudad polaca: primero se llamó Lwow y después Maczkow.
Las tropas polacas se incluyeron en el plan de contingencias británico de alto secreto de 1945, la Operación Impensable, que contemplaba un posible ataque a la Unión Soviética para imponer una Polonia independiente.

## Denuncia
En 1945, crecía el sentimiento antipolaco en el Reino Unido, sobre todo entre los sindicatos —que temían la competencia de los inmigrantes polacos por los puestos de empleo— y el secretario para Relaciones Exteriores, Ernest Bevin. Al mismo tiempo, existía preocupación británica y estadounidense por la formación de un Estado policial en Polonia.
En marzo de 1945, Time informó sobre los «héroes sobrantes» polacos, afirmando que Bevin

prometió a Anders que aquellos soldados que no quisieran volver a la nueva Polonia podían encontrar asilo en el Imperio británico. Supuestamente, Argentina y Brasil también estaban dispuestos a ofrecerles un hogar. Pero el Reino Unido pensó que la mejor solución sería que regresaran a Polonia, y estaba haciendo circular un llamamiento a través del Ejército polaco que contenía la promesa del Gobierno polaco de tratar con justicia a los soldados exiliados. Anders alegó que no podía recomendar a sus soldados volver a Polonia a menos que el Gobierno polaco prometiese elecciones esta primavera. Bevin también quería unas elecciones polacas inmediatas, pero los dos sabían que las posibilidades eran cada vez menores. En Polonia se profundizaba la división entre los grupos comunistas-socialistas y el astuto Partido Campesino Polaco de Stanisław Mikołajczyk. La semana pasada se informó de redadas de la Policía de Seguridad en las sedes del Partido Campesino. Si los esfuerzos por aplastar a las fuerzas de Mikołajczyk fracasaban, entonces los grupos comunistas-socialistas lucharían por unas elecciones a finales de otoño, cuando la popularidad del Partido Campesino Polaco, seguro ganador de unas elecciones ahora, podría haber menguado. No obstante, Bevin sostenía que, con elecciones o sin ellas, los polacos del ejército de Anders debían volver a casa.

En enero de 1946, Bevin protestó contra los asesinatos del Gobierno provisional polaco, que defendió sus actos afirmando que estaba luchando contra terroristas fieles a Anders y financiados por los británicos. En febrero de 1946, Time informó de que «el secretario para Relaciones Exteriores británico, Ernest Bevin, declaró la semana pasada ante una tensa Cámara de los Comunes que el terror se había convertido en un instrumento de política nacional en la nueva Polonia. Muchos miembros del Partido Campesino Polaco del viceprimer ministro Stanisław Mikołajczyk que se oponían al Gobierno de Varsovia, dominado por los comunistas, habían sido asesinados. "Las circunstancias en muchos casos parecen apuntar a la complicidad de la Policía de Seguridad polaca. [...] Considero imperativo que el Gobierno provisional polaco ponga un fin inmediato a estos crímenes para que se celebren elecciones libres y sin restricciones lo antes posible, de acuerdo con la decisión de Crimea. [...] Ansío con ganas el fin de estos Estados policiales [...]", mientras que el Gobierno polaco culpó a Anders y sus promotores británicos del derramamiento de sangre».
Se suele afirmar que las Fuerzas Armadas polacas en Occidente no fueron invitadas al desfile de la Victoria de Londres de 1946. En un principio, el Gobierno británico invitó a representantes del recién reconocido régimen de Varsovia a desfilar, pero la delegación polaca nunca llegó y nunca se explicó adecuadamente el motivo; la presión de Moscú es la explicación más probable. Cediendo a la presión de la prensa y del público, los británicos terminaron invitando a veteranos polacos de la RAF, que entonces representaban a la Fuerza Aérea polaca bajo mando británico, a asistir en su lugar. Estos, a su vez, se negaron a asistir en protesta por no haberse cursado invitaciones similares al Ejército y la Armada polacos. El único representante polaco en el desfile fue el coronel Józef Kuropieska, agregado militar del régimen comunista en Varsovia, que asistió por cortesía diplomática.

## Disolución y reasentamiento
La formación fue disuelta en 1947, y muchos de sus soldados decidieron permanecer en el exilio antes que volver a la Polonia comunista, donde los comunistas polacos los solían ver como «enemigos del Estado» influenciados por las ideas occidentales, leales al Gobierno polaco en el exilio y, por tanto, objeto de persecución y encarcelamiento (en casos extremos, la muerte). El incumplimiento por parte de los Gobiernos occidentales aliados de su promesa a Polonia, que ahora caía bajo la esfera de influencia soviética, se conoció como la «traición occidental». La cantidad de exsoldados polacos reticentes a volver a la Polonia comunista era tan elevada que el Gobierno polaco formó una organización especial para ayudarlos a instalarse en el Reino Unido, el Cuerpo de Reasentamiento Polaco (en polaco: Polski Korpus Przysposobienia i Rozmieszczenia). 114 000 soldados polacos pasaron por la organización. Dado que muchos polacos estaban destinados en el Reino Unido y sirvieron junto a las unidades británicas en la guerra, la Ley de Reasentamiento Polaco de 1947 les permitía a todos instalarse en el Reino Unido después de la guerra, lo que multiplicó el tamaño de la minoría polaca en el Reino Unido. Muchos también se unieron a las comunidades polaco-canadiense y polaco-australiana. Después de que el Congreso de los Estados Unidos aprobara una ley en 1948, modificada en 1950, que permitía la inmigración de soldados polacos desmovilizados en Gran Bretaña, varios de ellos se trasladaron a Estados Unidos, donde, en 1952, organizaron la asociación Polish Veterans of World War II.

## Historia por formación

### Ejército

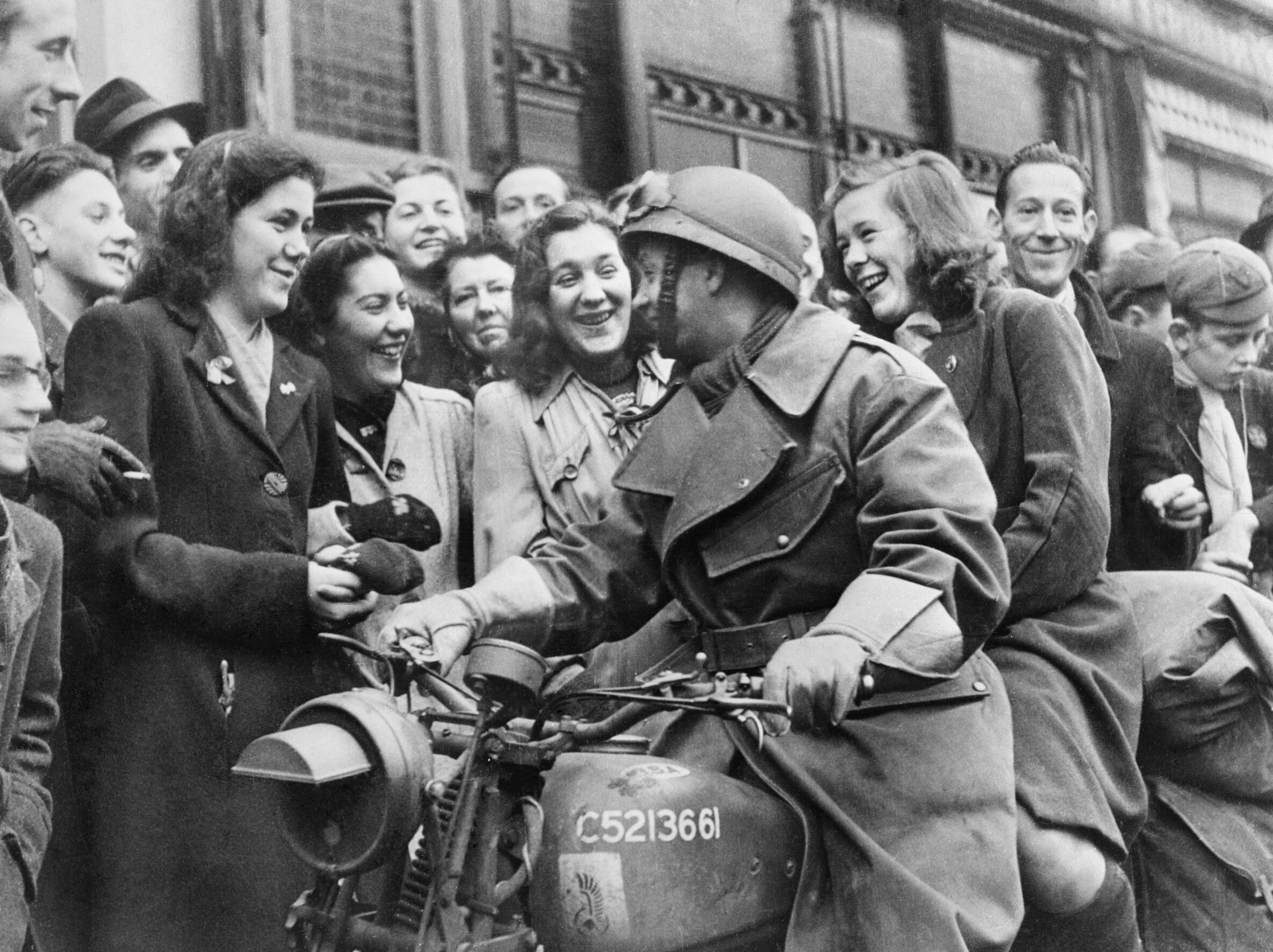
Soldados polacos recibidos por los residentes de Breda, Países Bajos, 1944

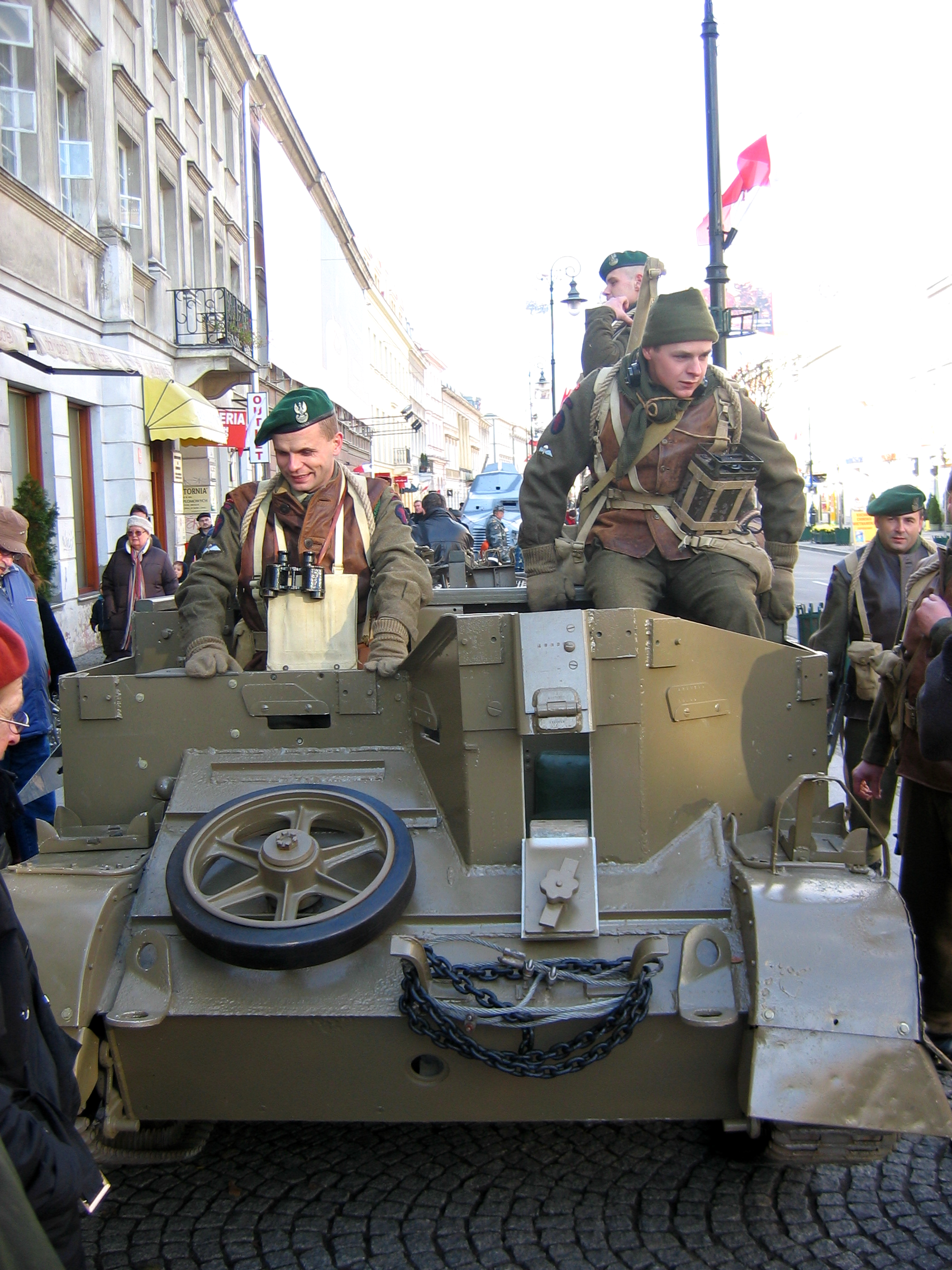
Universal Carrier de las Fuerzas Armadas polacas en Occidente (recreación)

Tumba militar polaca (el texto reza «soldados desconocidos») en el cementerio de Grainville-Langannerie, Francia

El Ejército polaco en Francia, que empezó a organizarse poco después de la caída de Polonia en 1939, estaba compuesto por unos 85 000 hombres.
Se organizaron cuatro divisiones polacas (Primera División de Granaderos, Segunda División de Fusileros de Infantería, 3.ª y 4.ª Divisiones de Infantería), una brigada motorizada polaca (10.ª Brigada de Caballería Blindada, 10ème Brigade de cavalerie blindée) y una brigada de infantería (Brigada Independiente de Tiradores de Podhale) en la Francia continental. La Brigada Independiente de Tiradores de Podhale participó en las batallas de Narvik a principios de 1940; tras la invasión alemana de Francia, todas las unidades polacas fueron desplegadas, aunque, debido a la ineficiente logística y política francesas, ninguna unidad polaca tenía equipo y suministros suficientes, especialmente la 3.ª y 4.ª divisiones, que aún estaban en plena organización. En el mandato francés de Siria, se formó una Brigada Independiente de los Cárpatos a la que habían escapado unos 4000 soldados polacos, en su mayoría a través de Rumanía, que más tarde lucharían en la campaña de África del norte.
Tras la caída de Francia (en la cual murieron unos 6000 soldados polacos en combate), unos 13 000 militares polacos fueron internados en Suiza. No obstante, el comandante en jefe y primer ministro polaco Władysław Sikorski pudo evacuar muchas tropas polacas al Reino Unido (se estima que entre 20 000 y 35 000). Se formó el Primer Cuerpo polaco a partir de estos soldados. Estaba compuesto por la 1.ª División Blindada polaca (que más tarde se incorporó al Primer Ejército canadiense) y la Brigada Independiente de Paracaidistas polacos, y otras formaciones, como la 4.ª División de Infantería y la 16.ª Brigada Blindada Independiente. Estaba liderado por los generales Stanisław Maczek y Marian Kukiel. A pesar de su nombre, nunca alcanzó el tamaño de un cuerpo y no se utilizó como unidad táctica hasta después de la guerra, cuando participó en la ocupación de Alemania como parte de las fuerzas aliadas destinadas alrededor del puerto de Wilhelmshaven. Antes de esa fecha, sus dos unidades principales lucharon por separado y se agruparon principalmente por razones logísticas. En agosto de 1942, los comandos británicos formaron la tropa ,.º 6, que se integró en el comando ,.º 10 (interaliado) adscrito a la 1.ª Brigada de Servicios Especiales. La tropa n.º 6 (polaca) estaba bajo el mando del capitán Smrokowski y contaba con siete oficiales y 84 hombres, reclutados de diversas fuentes. Algunos eran antiguos civiles polacos. Algunos eran soldados del Ejército polaco hechos prisioneros tras la invasión alemana de Polonia en 1939 y reclutados a la fuerza en la Wehrmacht, que luego habían desertado en cuanto tuvieron ocasión. Algunos procedían de los 13 000 polacos internados por el Gobierno suizo, pero que lograron escapar de la custodia suiza y llegar a Gran Bretaña a través de los consulados británicos en Suiza.
En 1941, tras un acuerdo entre el Gobierno polaco en el exilio y Iósif Stalin, los soviéticos liberaron a ciudadanos polacos, a partir de los cuales se formó un ejército de 75 000 hombres en la Unión Soviética bajo el general Władysław Anders (Ejército de Anders). Este ejército, reunido sucesivamente en Bouzoulouk, Samarcanda, fue posteriormente transportado desde Krasnovodsk a Oriente Medio (Irán) a través del mar Caspio (en marzo y agosto de 1942). Las unidades polacas formaron más tarde el Segundo Cuerpo polaco. Estaba compuesto por la 3.ª División de Infantería Polaca de los Cárpatos, la 5.ª División de Infantería Polaca de Kresowa, la 2.ª Brigada Blindada Polaca y otras unidades.

### Fuerza Aérea

303.^{er} Escuadrón de Caza polaco

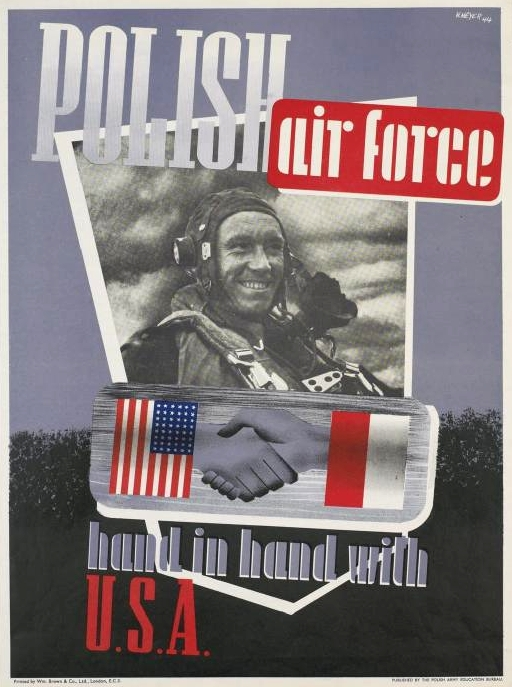

La Fuerza Aérea polaca luchó en la batalla de Francia como un escuadrón de caza GC 1/145, varias pequeñas unidades destacadas a escuadrillas francesas y numerosos vuelos de defensa industrial (aproximadamente 130 pilotos, que lograron 55 victorias con una pérdida de 15 hombres).
Desde el principio de la guerra, la Real Fuerza Aérea (RAF) había dado la bienvenida a pilotos extranjeros para complementar las reservas menguantes de pilotos británicos. El 11 de junio de 1940, el Gobierno polaco en el exilio firmó un acuerdo con el Gobierno británico para formar un ejército polaco y una fuerza aérea polaca en el Reino Unido. Los dos primeros (de unos diez finales) escuadrones de caza polacos entraron en combate en agosto de 1940. Cuatro escuadrones polacos terminaron participando en la batalla de Inglaterra (300.º y 301.er Escuadrones de Bombarderos; 302.º y 303.er Escuadrones de Caza) con 89 pilotos polacos. Junto con más de 50 polacos que luchaban en escuadrones británicos, unos 145 pilotos polacos defendieron los cielos británicos. Los pilotos polacos eran de los más curtidos en combate, ya que la mayoría ya habían luchado en la campaña de septiembre de 1939 en Polonia y la batalla de Francia en 1940. Además, la Polonia de antes de la guerra había establecido un nivel muy alto de formación de pilotos. El Escuadrón n.º 303, bautizado en honor al héroe polaco-estadounidense, el general Tadeusz Kościuszko, consiguió el mayor número de bajas (126) de todos los escuadrones de caza involucrados en la batalla de Inglaterra, a pesar de que no entró en combate hasta el 30 de agosto de 1940. Estos pilotos polacos, que representaron un 5 % de todos los pilotos aliados en la batalla, fueron responsables del 12 % de todas las victorias (203) de la batalla y consiguieron el mayor número de bajas de cualquier escuadrón aliado.

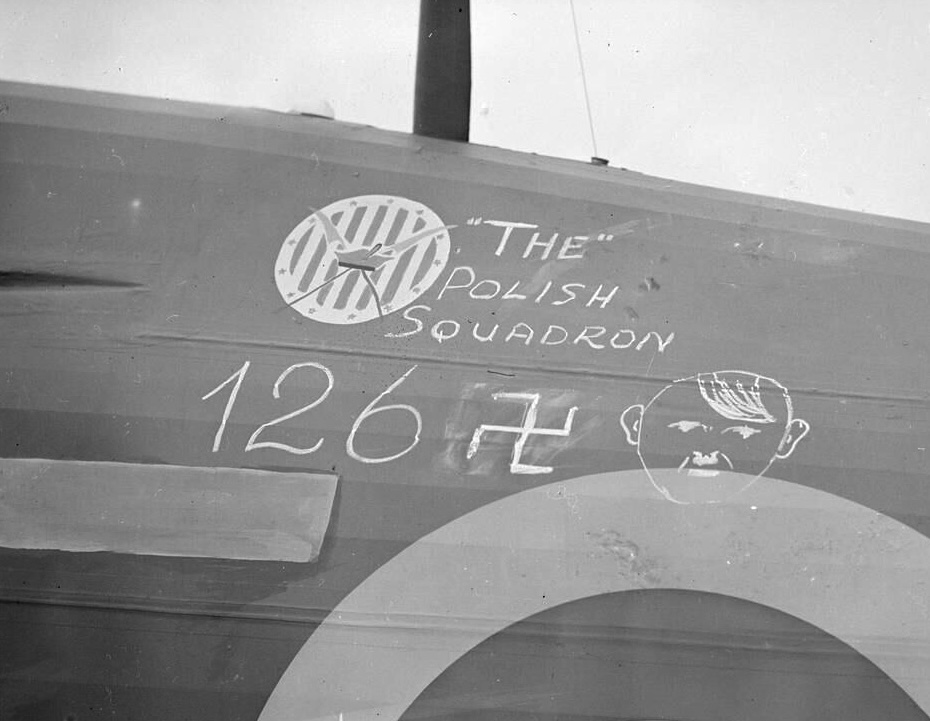
126 aviones alemanes derribados por el 303.^{er} Escuadrón durante la batalla de Inglaterra. Pintado en un Hurricane.

La Fuerza Aérea polaca también luchó en 1943 en Túnez (el Polish Fighting Team, conocido como el «circo de Skalski») y en bombardeos sobre Alemania (1940-1945). En la segunda mitad de 1941 y principios de 1942, los escuadrones de bombarderos polacos constituían la sexta parte de las fuerzas a disposición del Mando de Bombarderos de la RAF (posteriormente sufrieron grandes pérdidas, con escasas posibilidades de reabastecimiento). Las bajas de tripulaciones polacas en el Mando de Bombarderos entre 1940 y 1945 fueron de 929 muertos; el total de bajas de tripulaciones polacas fue de 1803. Al final se formaron ocho escuadrones de caza polacos en la RAF, que habían destruido 621 aviones del Eje en mayo de 1945. Al final de la guerra, unos 19 400 polacos servían en la RAF.
Escuadrones polacos en el Reino Unido:
- 300.º Escuadrón de Bombarderos «Masovia» (Ziemi Mazowieckiej)
- 301.er Escuadrón de Bombarderos «Pomerania» (Ziemi Pomorskiej), de 1940 a 1943, cuando se fusionó con el 300.º Escuadrón
- 301.er Escuadrón de Transporte «Pomerania and Defenders of Warsaw» (Ziemi Pomorskiej im Obrońców Warszawy), de 1944 a 1946
- 302.º Escuadrón de Caza «City of Poznan» (Poznański)
- 303.er Escuadrón de Caza «Kościuszko» (Warszawski imienia Tadeusza Kościuszki)
- 304.º Escuadrón de Bombarderos «Silesia» (Ziemi Śląskiej imienia Ksiecia Józefa Poniatowskiego)
- 305.º Escuadrón de Bombarderos «Greater Poland» (Ziemi Wielkopolskiej imienia Marszałka Józefa Piłsudskiego)
- 306.º Escuadrón de Caza «City of Toruń» (Toruński)
- 307.º Escuadrón de Caza «City of Lwów» (Lwowskich Puchaczy)
- 308.º Escuadrón de Caza «City of Kraków» (Krakowski)
- 309.º Escuadrón de Reconocimiento de Caza «Czerwień» (Ziemi Czerwieńskiej)
- 315.º Escuadrón de Caza «City of Dęblin» (Dębliński)
- 316.º Escuadrón de Caza «City of Warsaw» (Warszawski)
- 317.º Escuadrón de Caza «City of Wilno» (Wileński)
- 318.º Escuadrón de Reconocimiento de Caza «City of Gdańsk» (Gdański)
- 663.er Escuadrón de Observación de Artillería
- 145.º Escuadrón de Caza, Polish Fighting Team («circo de Skalski»)

### Armada

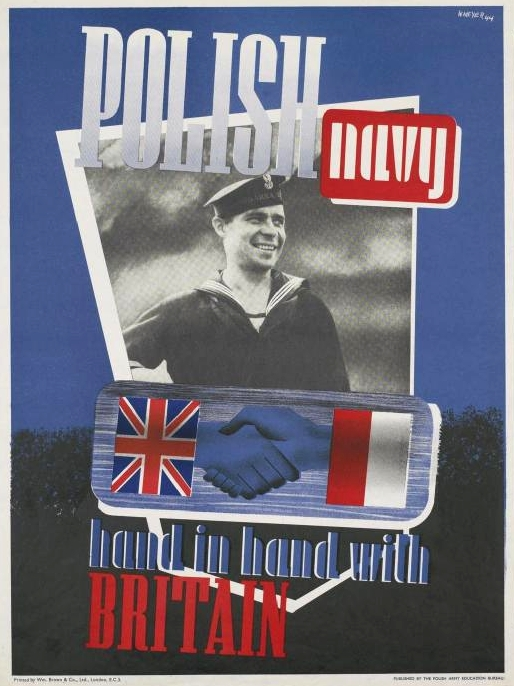

Justo en vísperas de la guerra, tres destructores —que representaban a la mayoría de los principales buques de la Armada polaca— habían sido enviados a las islas británicas en busca de seguridad (Operación Pekín). Allí, lucharon junto a la Marina Real británica. En diversas fases de la guerra, la Armada polaca contaba con dos cruceros y un gran número de buques menores; la mayoría eran buques de la Marina Real prestados para aprovechar la disponibilidad de tripulaciones polacas en un momento en que la Marina Real no disponía de personal suficiente para tripular todos sus buques. La Armada polaca luchó con gran distinción junto a las demás armadas aliadas en muchas operaciones importantes y prósperas, incluidas las llevadas a cabo contra el acorazado alemán Bismarck. Con sus 26 buques (2 cruceros, 9 destructores, 5 submarinos y 11 torpederos), la Armada polaca navegó un total de 1,2 millones de millas náuticas durante la guerra, escoltó a 787 convoyes, realizó 1162 patrullas y operaciones de combate, hundió 12 buques enemigos (inclusive 5 submarinos) y 41 buques mercantes, dañó 24 más (inclusive 8 submarinos) y derribó 20 aviones. El número de marineros que perdieron la vida en combate fue de 450, de un total de más de 4000.
- Cruceros:
  - ORP Dragon (clase Danae)
  - ORP Conrad (clase Danae)
- Destructores:
  - ORP Burza («Tormenta») (clase Wicher)
  - ORP Grom («Trueno») (clase Grom) - perdido en 1940
  - ORP Błyskawica («Relámpago») (clase Grom)
  - ORP Guirnalda (clase G)
  - ORP Orkan (clase M); torpedeado en octubre de 1943
  - OF Ouragan («Huracán», también conocido en algunas fuentes polacas como Huragan) (clase Bourrasque); regresó a la Francia Libre en 1941
  - ORP Piorun («Rayo») (clase N); 1940 en adelante
- Destructores de escolta:
  - ORP Krakowiak («Cracoviano») (escolta de clase Hunt); 1941 en adelante
  - ORP Kujawiak («Cuyaviano») (clase Hunt) - hundido en 1942
  - ORP Ślązak («Silesiano») (clase Hunt) - 1942 en adelante
- Submarinos:
  - ORP Orzeł («Águila») (clase Orzel); perdido en 1940
  - ORP Jastrząb («Halcón») (clase S estadounidense); perdido en 1942
  - ORP Wilk («Lobo») (clase Wilk)
  - ORP Dzik («Jabalí») (clase U británica)
  - ORP Sokół («Halcón») (clase U británica); 1941 en adelante

Además de los anteriores, había varios buques menores, transportes, navíos auxiliares de la marina mercante y patrulleras.

### Inteligencia y resistencia
La estructura de inteligencia polaca permaneció casi intacta tras la caída de Polonia en 1939 y siguió dependiendo del Gobierno polaco en el exilio. Conocido como el «Segundo Departamento», cooperó con los demás Aliados en todos los países europeos y manejó una de las redes de inteligencia más grandes en la Alemana nazi. Muchos polacos también sirvieron en otros servicios de inteligencia aliados, como la célebre Krystyna Skarbek («Christine Granville») en la Dirección de Operaciones Especiales del Reino Unido. Un 43 % de todos los informes recibidos por los servicios secretos británicos de la Europa continental en 1939-1945 procedían de fuentes polacas.
La mayor parte de la resistencia polaca (especialmente la organización dominante, la Armia Krajowa) también era leal al Gobierno en el exilio, siendo la Delegación del Gobierno en Polonia la mayor autoridad del Estado secreto polaco. Aunque las acciones militares de la resistencia polaca que operaba en Polonia y sus fuerzas armadas que operaban en Occidente no suelen agruparse, existían varios vínculos importantes entre ellas, además de la cadena de mando común. La resistencia reunía y pasaba información vital a Occidente (por ejemplo, sobre los campos de concentración nazis y sobre la bomba volante V-1 y el cohete V-2), mientras que en Occidente se reunían suministros para la resistencia y se entrenaban comandos de élite, los Cichociemni. El Gobierno polaco también quería utilizar la 1.ª Brigada Independiente de Paracaidistas polacos en Polonia, especialmente durante la Operación Tempestad, pero los Aliados denegaron la solicitud.